# Liste der Eindeichungen in Ostfriesland
Diese Liste umfasst die Landgewinnungsmaßnahmen in Ostfriesland durch Eindeichungen sowie das Jahr der Landgewinnung.
Das eingedeichte Neuland wird im westlichen Ostfriesland Polder genannt, im östlichen Ostfriesland Groden. Die Liste ist nach den ehemaligen großen Buchten auf dem Festland sowie den Inseln Norderney und Langeoog gegliedert, auf denen ebenfalls Eindeichungen vorgenommen wurden. Weiterhin wurden auf dem heutigen Gebiet der Stadt Emden umfangreiche Landgewinnungsmaßnahmen getroffen.
Das Eindeichen sorgte für ein Verlanden der Harlebucht, der Bucht von Campen sowie der Bucht von Sielmönken. Die Eindeichungsmaßnahmen an der Leybucht und am Dollart verkleinerten diese Buchten lediglich. Bereits in den 1950er Jahren gefasste Pläne, die Leybucht komplett einzudeichen, wurden später aus Naturschutzgründen verworfen. Das Stadtgebiet Emdens wurde durch Eindeichen ebenfalls deutlich vergrößert.

## Harlebucht

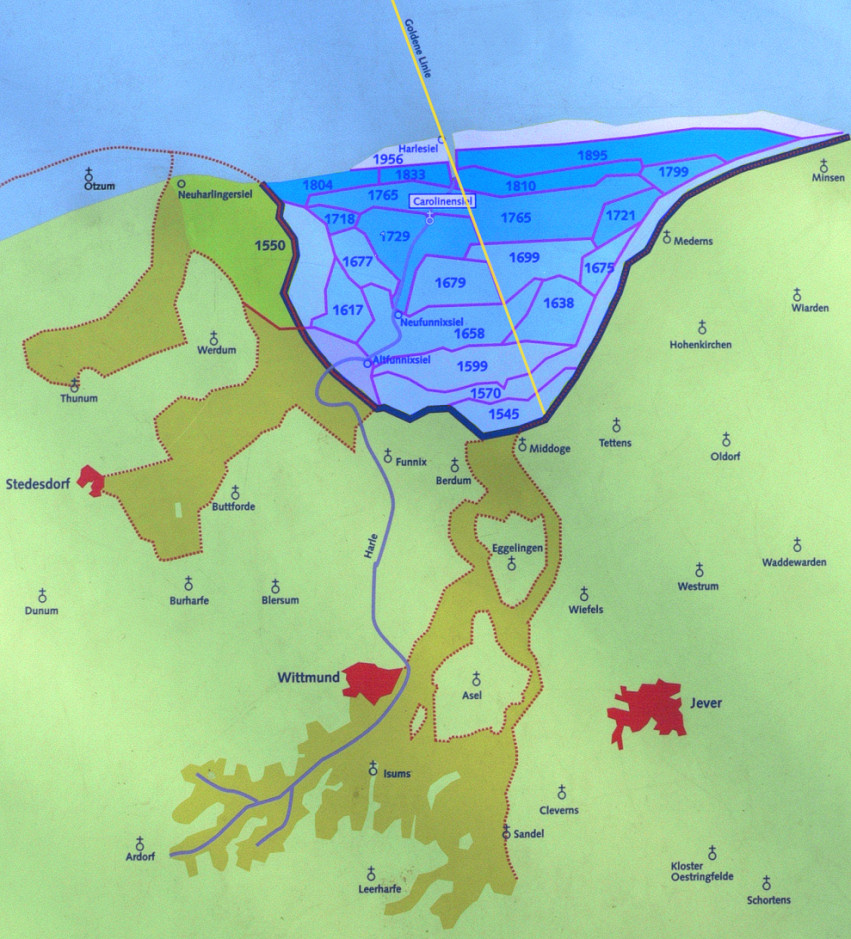
Frühere Harlebucht (blau) mit Goldener Linie, die Jahreszahlen auf den Feldern geben das Jahr der Eindeichung an

- 1617 Werdumer Altengroden
- 1658 Enno-Ludwig-Groden
- 1677 Kleiner Charlottengroden
- 1679 Großer Charlottengroden
- 1698 Sophiengroden
- 1729 Carolinengroden
- 1765 Friedrichsgroden
- 1765 Friedrich-Augustengroden
- 1804/33 Schweringsgroden
- 1806/10 Neu-Augustengroden
- 1810 Kielgroden
- 1894/95 Elisabethgroden
- 1955/59 Groden westlich Harlesiel

## Leybucht

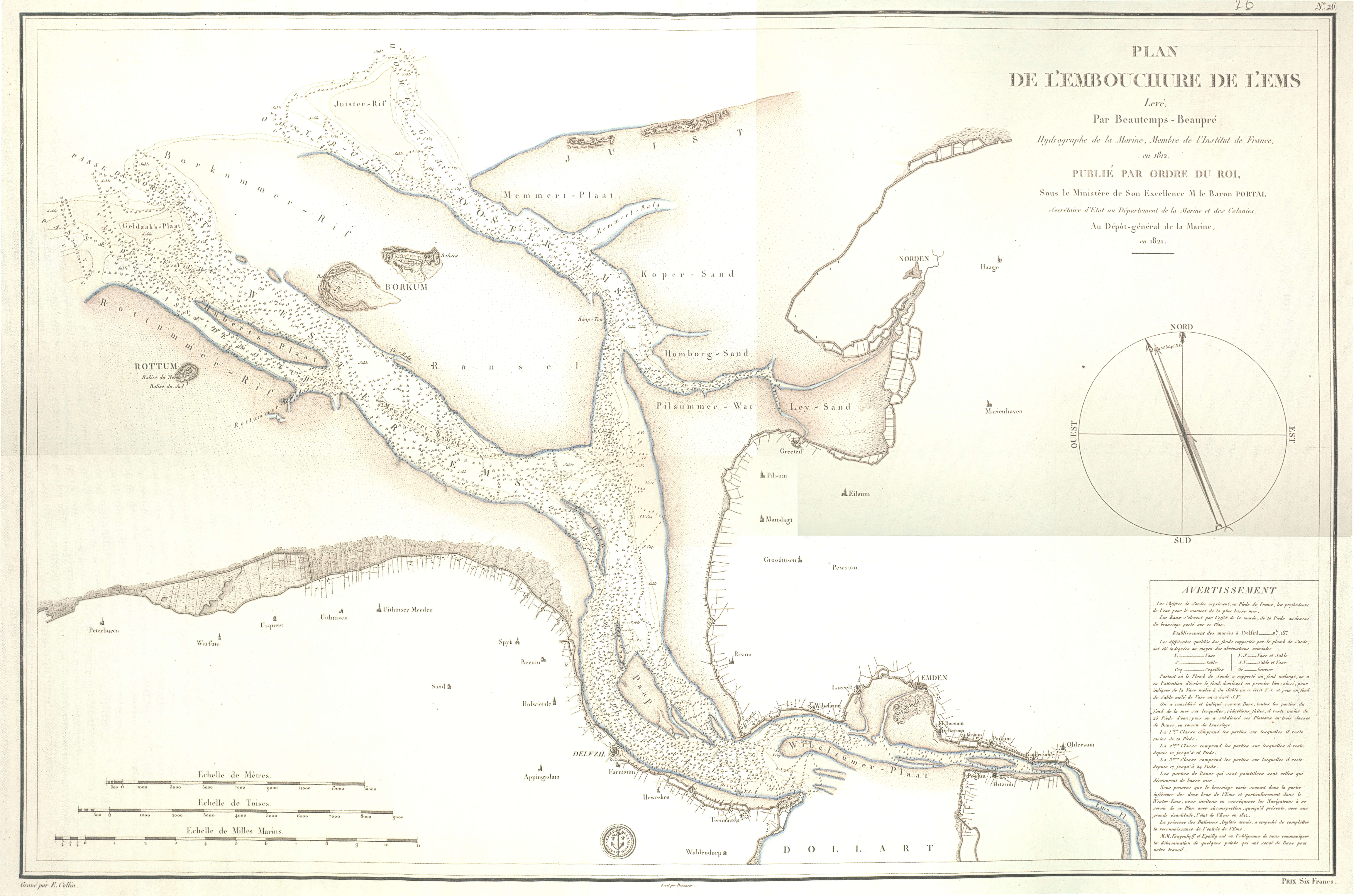
Karte der Emsmündung und Leybucht um 1821 mit vielen kleinen Poldern

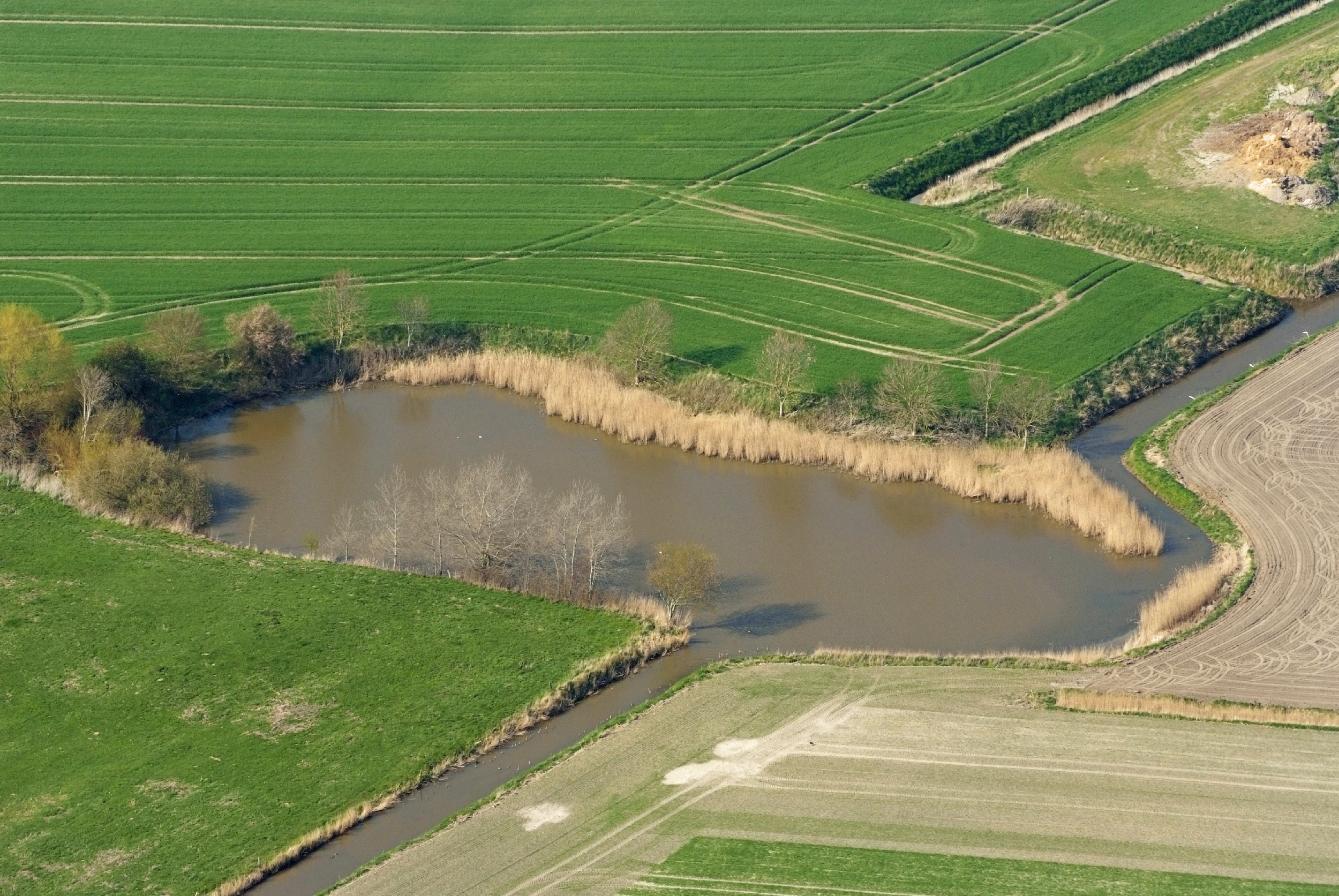
Alter Kolk in Schoonorth

- 14./15. Jahrhundert Bereich Wirdum/Canhusen, westl. Marienhafe, Schwee, östl. Norden und nahe Greetsiel (2960 ha), heute Stadt Norden, Samtgemeinde Brookmerland, Hinte und Krummhörn
  - darunter 1498 Wirdumer Neuland, Wirdum
- 1551 Westermarscher Altes Neuland (578 ha), Norden
- 1556 Süderneuland (633 ha), Norden
- 1583 Westermarscher Neuland (585 ha), Norden
- 1585 Osteeler Neuland (228 ha), Osteel
- 1589/1593 Addinggaster Neuland (229 ha), Norden
- 1603 Schoonorth (418 ha), Krummhörn
- 1678 Charlotten-Polder (602 ha), Norden
- 1715 Kleiner Addinggaster Polder (76 ha), Norden
- 1768 Magotspolder (85 ha), Krummhörn
- 1769 Leysandpolder (145 ha), Norden
- 1770 Hagenpolder (133 ha), Krummhörn
- 1774 Zuckerpolder (15 ha), Norden
- 1775 Buscherpolder (48 ha), Norden
- 1781 Schulenburger Polder (241 ha), Norden
- 1789 Lorenz- und Friederikenpolder (60 ha), Norden
- 1804 Angernpolder (49 ha), Krummhörn
- 1804 Teltingspolder (28 ha), Norden
- 1846 Ernst-August-Polder (218 ha), Norden
- 1913 Schoonorther Polder (377 ha), Krummhörn
- 1928 Cirksenapolder (41 ha), Krummhörn
- 1929 Neuwesteel (646 ha), Norden
- 1950 Leybuchtpolder (1005 ha), Norden

Insgesamt wurden im Laufe der Jahrhunderte an der Leybucht rund 9860 Hektar Land gewonnen; dabei entstanden rund 150 Kilometer Deichlinie. Sie sind heute großteils Sommerdeiche.

## Dollart

Die größte Ausdehnung des Dollarts im 16. Jahrhundert und die Landrückgewinnung durch Einpolderungen bis heute. Die Karte zeigt auch die Rückgewinnungen in den Niederlanden (links).

- 1605 Bunder Neuland, Johan Sems war einer der Eigner und wurde Deichgraf
- 1682 Charlottenpolder
- 1707 Bunder Interessentenpolder mit Norder- und Süder-Christian-Eberhards-Polder
- 1752 Landschaftspolder
- 1795 Heinitzpolder
- 1877 Kanalpolder

Alle Polder befinden sich heute auf dem Gebiet der Gemeinde Bunde.

## Bucht von Campen
- bereits im 13. Jahrhundert eingedeicht (heute Gemeinde Krummhörn)

## Bucht von Sielmönken
- bereits im 13. Jahrhundert eingedeicht (heute Gemeinde Krummhörn, zum kleinen Teil auch Gemeinde Hinte)

## Ostfriesische Inseln

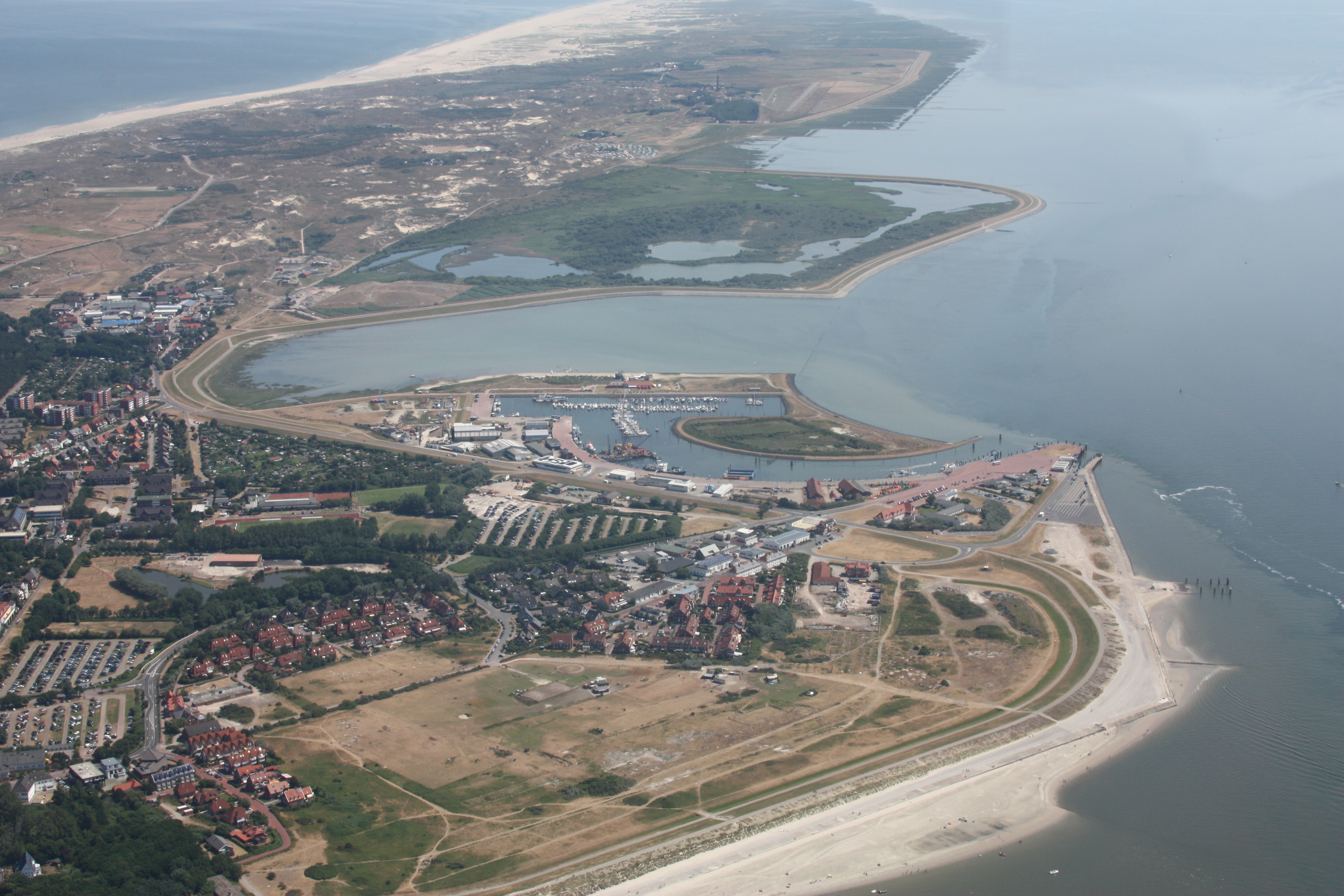
Norderney: Blick aus westlicher Richtung auf Südstrandpolder (Mitte) und Grohdepolder (oben)

- Norderney
  - 1926/28 Grohdepolder (180 ha)[4]
  - 1940/41 Südstrandpolder (140 ha)[4]

- Langeoog
  - 1934/35 Sommerdeich

## Emden
- 1854 Königspolder
- 1874 Kaiser-Wilhelm-Polder
- 1905 Hafenpolder
- 1912/23 Larrelter und Wybelsumer Polder